# Макичян, Аршак
Аршак Артурович Макичян (род. 2 июня 1994) — российско-армянский климатический и антивоенный активист, основатель Fridays for Future, Russia.

## Деятельность
В течение более 40 недель каждую пятницу устраивал одиночную школьную забастовку за климат на Пушкинской площади в Москве. Макичян более 10 раз подавал заявки на проведение более крупной демонстрации, но ни одна из них не была одобрена.
Он вдохновил других людей по всей России принять участие в школьной забастовке за климат, в том числе выйти на одиночные пикеты в Москве. В декабре 2019 был отправилен на шесть суток под административный арест по статье 20.2 КоАП — «Нарушение правил организации пикетирования без подачи в установленном порядке уведомления о его проведении». За несколько часов до этого Макичян вернулся из Мадрида, Испания, где он выступал на Конференции Организации Объединённых Наций по изменению климата, также известной как COP 25.
После полномасштабного вторжения России в Украину в 2022 году стал активно выступать с антивоенными высказываниями. В начале июня 2022 года прокуратура потребовала лишить Макичяна, его отца и двух братьев российского гражданства. Суд обвинил их в предоставлении ложных сведений о себе при подаче заявления на получение гражданства. На момент подачи заявления Аршаку Макичяну было 10 лет. В октябре 2022 года судом было принято решение лишить Макичянов единственного гражданства и предписано в течение 3 дней покинуть страну. В настоящий момент проживает в Германии.
Учился игре на скрипке в Московской консерватории им. Чайковского.